# タンデム (映画)
『タンデム』（Tandem） は、1987年のパトリス・ルコント監督によるフランス映画。コメディを得意としていたルコントが人生の悲哀を描いて、高く評価された傑作。
翌年のセザール賞には、作品賞、監督賞、脚本賞、主演男優賞（ジュニョ、ロシュフォール）の4部門5ノミネートされ、ポスター賞 César de la meilleure affiche（ステファンヌ・ビエリコフ Stéphane Bielikoff のデザイン）を獲得した。
日本では、パリ年'88「東京〜パリ友好都市提携文化事業」及び東宝東和創立60周年記念として行われた「フランス・シネマ・フェスティバル」の中の旧作21本新作7本のうちの1本として、1988年10月16日に有楽町マリオンの日劇にて初上映された。その時は配給には至らなかったが、その後ルコント監督の『髪結いの亭主』が大成功したことにより、日の目を見た。
劇中幾度か流れる、リッカルド・コチャンテことリシャール・コチャンテがこの映画のために書き下ろしたイタリア語による主題歌「俺の隠れ家」（Il mio rifugio ）は大ヒットとなり、以後様々な映画、TVで使用されているが、「フランス・シネマ・フェスティバル」の新作上映として選ばれていた同じ製作会社によるフランソワ・デュペイロン監督の『奇妙なめぐり逢い』（後の公開題は『夜のめぐりあい』）でも再利用していた。

## キャスト
- ジェラール・ジュニョ（フランス語版）：リヴト
- ジャン・ロシュフォール：ミシェル・モルテーズ
- シルヴィー・グラノティエ（フランス語版）：本屋の女性
- ジュリー・ジェゼケル（フランス語版）：駅前ホテルのメイド
- ジャン＝クロード・ドレフュス（フランス語版）：市議会員
- ジェド・マルロン（フランス語版）：ハイウェイ脇でピクニックする男
- マリー・ピレ（フランス語版）：コマースホテルの支配人
- アルベール・デルピー：ドールの御者
- フィリップ・ドルモワ（フランス語版）：記者

## ストーリー
25年もの間フランス各地を巡りラジオの視聴者参加クイズ番組を続けてきた司会者ミシェル・モルテーズ。彼を裏で支えてきた録音技師のリヴトの元に電話連絡が入り、番組が打ち切られたと報告が入る。しかし、リヴトはそれをモルテーズに伝えることができず、放送がないにもかかわらず、各地を巡って架空の番組を続行する。嘘は長くは続かず、モルテーズに番組打ち切りという情報が耳に入り、2人のタンデムは終わりを告げる。